# Classe Colony (fregata)
La classe Colony fu una serie di 21 fregate costruite negli Stati Uniti da Walsh-Kaiser di Providence, nel Rhode Island, per essere trasferite secondo i trattati di Lend-Lease alla Royal Navy nel 1944. Ricevettero il nome di colonie minori britanniche dato che i nomi di quelle principali erano già stati usati per gli incrociatori classe Crown Colony.
Le navi furono costruite come fregate leggere classe Tacoma della United States Navy, un progetto che era un adattamento della classe River della Royal Navy, con modifiche principalmente operate per utilizzare parti e materiali più facilmente reperibili negli Stati Uniti.  Ad esempio, furono utilizzati come principale armamento di superficie i cannoni americani da 76 mm, invece dei cannoni britannici da 102 mm presenti sulla classe River. Le navi furono prodotte in massa con standard mercantili per permettere una rapida costruzione in cantieri che normalmente non costruivano navi da guerra. Erano costruite più velocemente di quanto i cantieri britannici impiegavano a costruire le River, ma una costruzione più rapida richiedeva più manodopera, cosicché il costo in sterline era quasi doppio rispetto alle River. Al trasferimento, ogni nave fu modificata per sottostare agli standard della Royal Navy.
Unica tra le fregate classe Colony, e in realtà in generale tra le fregate della seconda guerra mondiale, la HMS Caicos fu modificata e utilizzata come fregata per la scoperta aerea, stazionata nel Mare del Nord per intercettare le V1 tedesche lanciate verso la Gran Bretagna. Le altre 20 unità servirono come pattugliatori o come navi di scorta per convogli durante l'ultima parte della guerra. Queste navi sono menzionate nel libro HM Frigate di Nicholas Monsarrat, un volume molto sottile, essendo stato pubblicato sotto la censura di guerra.
Alla fine della guerra, nel 1945, la Royal Navy restituì parte delle navi alla U.S. Navy e le restanti nel 1946. Nessuna unità entrò mai in servizio nella U.S. Navy. Due delle navi furono vendute come mercantili in Egitto, sopravvivendo fino al 1956, e la Caicos fu venduta all'Argentina nel 1947, servendo con la marina del paese fino al 1969. Gli Stati Uniti demolirono il resto delle navi tra il 1947 e il 1949, dato che erano considerate inferiori ai cacciatorpediniere di scorta, che la U.S. Navy aveva già in grande numero, in ogni aspetto se non per l'autonomia.

## Navi
La data riportata è quella della restituzione agli Stati Uniti (se non dichiarato diversamente). Quasi tutte le unità furono demolite nel 1946 o 1947, se non specificato diversamente.
- HMS Anguilla (K500) : 31 maggio 1946; demolita nel 1949.
- HMS Antigua (K501) : 2 maggio 1946
- HMS Ascension (K502) : 31 maggio 1946
- HMS Bahamas (K503) : 11 giugno 1946
- HMS Barbados (K504) : 11 giugno 1946
- HMS Caicos (K505) : 12 dicembre 1945; Venduta all'Argentina come Santísima Trinidad, in seguito Comodoro Augusto Lasserre, demolita nel 1971.
- HMS Cayman (K506) : 23 aprile 1946
- HMS Dominica (K507) : 23 aprile 1946
- HMS Labuan (K584), (ex HMS Gold Coast): 18 maggio 1948; demolita nel 1957.
- HMS Montserrat (K586) : 11 giugno 1946
- HMS Nyasaland (K587) : 15 aprile 1946
- HMS Papua (K588) : 13 maggio 1946; venduta all'Egitto ed affondata nel golfo di Suez nel 1953.
- HMS Perim (K593), (ex HMS Sierra Leone): 22 maggio 1946
- HMS Pitcairn (K589) : 11 giugno 1946
- HMS Sarawak (K591) : 22 maggio 1946
- HMS Seychelles (K592) : giugno 1946
- HMS Somaliland (K594) : 22 maggio 1946
- HMS St. Helena (K590) : 8 aprile 1946
- HMS Tobago (K585), (ex HMS Hong Kong): 13 maggio 1946; venduta all'Egitto e silurata come blockship nel canale di Suez nel 1956.
- HMS Tortola (K595) : 22 maggio 1946
- HMS Zanzibar (K596) : 31 maggio 1946